# Номура Муцухіко
Номура Муцухіко (яп. 野村 六彦, нар. 10 лютого 1940, Хірошіма) — японський футболіст, що грав на позиції нападника.

## Клубна кар'єра
Грав за команду Хітачі. У сезоні 1965 року забив 15 голів і став найкращим бомбардиром ліги.